# عملات الجنيه النيوزيلندي

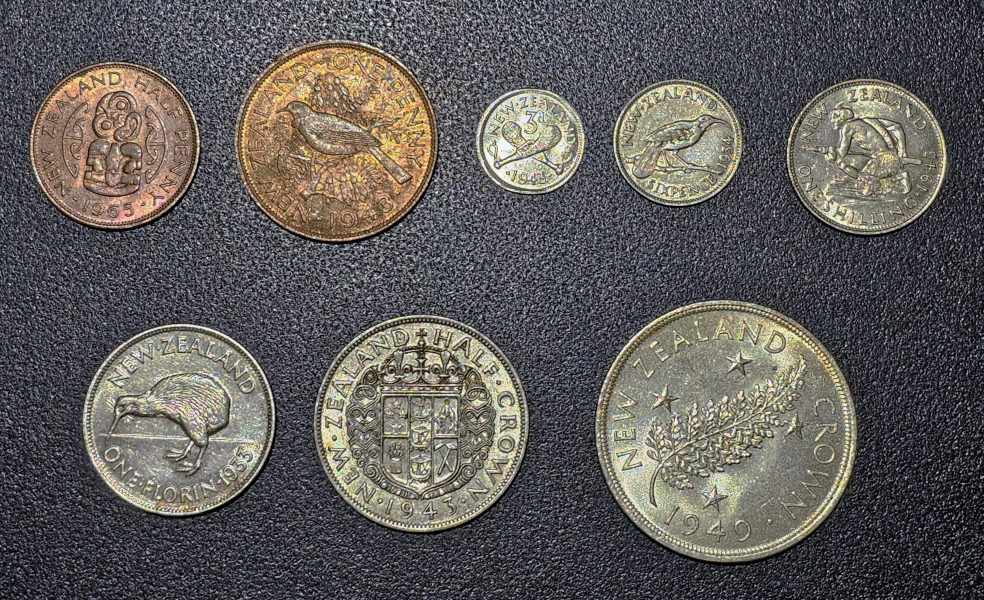
فئات الجنيه النيوزيلندي

طرحت أول عملة من الجنيه النيوزيلندي في عام 1933 ردًا على تهريب العملات الإمبراطورية البريطانية السابقة على نطاق واسع بعد انخفاض قيمة أسعار الصرف النيوزيلندية مقابل الجنيه الإسترليني والتدفقات الكبيرة من العملات الأجنبية الأخرى إلى التداول. حدد قانون العملات المعدنية لعام 1933 أوزان وتراكيب الفئات المختلفة، والتي دخلت خمسة إصدارات فضية منها التداول خلال العام التالي، بعد خلاف طويل بين لجان تصميم العملات المعدنية المتنافسة. دخلت العملات النحاسية من فئة البنس ونصف البنس التداول في عام 1940، وهو ما يصادف الذكرى المئوية لتأسيس نيوزيلندا. تم إنتاج العملة المعدنية من الفئة الثامنة، وهي قطعة الخمسة شلنات أو التاج ، من خلال ثلاثة إصدارات تذكارية فقط. انتج الإصدار الأول، تاج وايتانجي، بكميات محدودة للغاية وبيعه لهواة الجمع. وفي وقت لاحق، انتجت إصدارات تاجية تذكارية في عامي 1949 و1953 للتداول.
تخلى عن العملات الفضية لصالح العملات النيكل النحاسية في عام 1947، باستثناء التاج التذكاري لعام 1949. مع نظام العملة العشري المقترح منذ ما قبل تقديمه لأول مرة، حولت نيوزيلندا العملة الوطنية إلى النظام العشري في عام 1967، حيث قدمت الدولار النيوزيلندي.

## خلفية
جلبت العملات المعدنية لأول مرة إلى نيوزيلندا بواسطة صائدي الحيتان والتجار في أوائل القرن التاسع عشر. بعد إنشاء مستعمرة نيوزيلندا في أربعينيات القرن التاسع عشر، شكلت العملات الفضية الإسبانية الجزء الأكبر من العملة المتداولة، ولكن العملات الفضية والذهبية من الولايات المتحدة، البرتغال، فرنسا، وهولندا كانت متداولة أيضًا. كان من المفترض أن يكون العطاء القانوني هو الجنيه الإسترليني، ولكن لم يكن هناك تشريع يؤكد ذلك حتى قانون القوانين الإنجليزية لعام 1858. ونتيجة لنقص العملات المعدنية الصغيرة، صدر العديد من العملات البرونزية والنحاسية الخاصة من فئات البنس ونصف البنس بدءًا من عام 1857، لتشكل ما يقرب من نصف العملات النحاسية المتداولة محليًا. توقف سك العملات الرمزية في عام 1881، وإلغاؤها رسميًا في عام 1897.
تداول مجموعة متنوعة من الأوراق النقدية الصادرة بشكل خاص، والتي يمكن استردادها بالجنيه النيوزيلندي، في المستعمرة على مدى بقية القرن التاسع عشر بعد فشل بنك الإصدار الاستعماري. أدت أزمة مصرفية في تسعينيات القرن التاسع عشر إلى صدور قانون إصدار الأوراق النقدية لعام 1893 والذي يتطلب أن تكون الأوراق النقدية الخاصة مدعومة بعملات ذهبية. قانون سك العملة لعام 1870، والذي قُدم إلى نيوزيلندا في عام 1898، وضع الأساس الرسمي للاحتكار الوحيد للتاج على سك العملة. بحلول مطلع القرن العشرين، كان هناك ما يكفي من العملات البريطانية المتداولة لتلبية الطلب في نيوزيلندا. بينما كان لا يزال مرتبطًا بالجنيه الإسترليني، بدأ الجنيه النيوزيلندي في الانحراف بعد إعادة تبني بريطانيا لمعيار الذهب بعد الحرب العالمية الأولى؛ وعلى عكس المملكة المتحدة، لم يعاد فرض المعيار في نيوزيلندا خلال فترة ما بعد الحرب.
تشمل المقترحات المبكرة لإصدار عملة نيوزيلندية مستقلة بيانًا قدمه وزير المالية جوزيف وارد إلى البرلمان عام 1910، والذي ذكر فيه أن الوزارة كانت تفكر في سك عملة فضية نيوزيلندية في لندن. أدى وجود كميات كبيرة من العملات الإمبراطورية والأوراق النقدية المحلية إلى عدم وجود اهتمام عام بمقترحات سك العملات المحلية قبل ثلاثينيات القرن العشرين.
أدى إدخال الجنيه الأسترالي عام 1910 إلى تداول كمية محدودة من العملات الأسترالية في نيوزيلندا، على الرغم من أنه لم يعترف به كعملة قانونية. في محاولة لاستقرار الوضع الاقتصادي خلال فترة الكساد الأعظم، ألغت أستراليا الجنيه الإسترليني بنسبة عشرة في المائة في عام 1930، مما أدى إلى تدفق كبير للغاية من العملات الأسترالية إلى البلاد. بحلول أكتوبر 1931، كانت نسبة تتراوح بين ثلاثين إلى أربعين بالمائة من إجمالي العملات المتداولة في نيوزيلندا أسترالية. ردًا على هذه الكميات الكبيرة من العملات المعدنية غير المعترف بها، اقترح تشارلز ويلكينسون إنشاء عملة معدنية مستقلة لنيوزيلندا، مما أثار إمكانية سك العملة محليًا في ويلينغتون. اتصل المفوض السامي توماس ويلفورد بدار سك العملة الملكية بشأن هذا الاحتمال. عارض نائب رئيس دار سك العملة الملكية روبرت جونسون هذا الاقتراح، مؤكدًا أن أستراليا والمملكة المتحدة لن تكونا قادرتين على إعادة كميات كبيرة من العملة إلى وطنهما.

## إدخال العملة الوطنية

### تشريع
في يناير 1933، قام وزير المالية ورئيس الوزراء السابق جوردون كوتس بخفض قيمة الجنيه النيوزيلندي بنسبة 14 في المائة مقابل الجنيه الإسترليني البريطاني. كان هذا بمثابة نعمة للمزارعين، حيث كان من الممكن تحويل الصادرات المباعة بالجنيه الإسترليني إلى كمية أكبر من العملة المحلية. ومع ذلك، مع انخفاض قيمة العملات المعدنية بالجنيه الإسترليني في نيوزيلندا مقارنة بقيمة نفس العملات في بريطانيا، تسببت موجة تهريب العملات الناتجة عن ذلك في انخفاض هائل في كمية العملات الفضية البريطانية المتاحة في نيوزيلندا. هُربت العملات المعدنية منخفضة القيمة بالجنيه الإسترليني المتداولة في نيوزيلندا إلى أستراليا والمملكة المتحدة من خلال وسائل مختلفة، بما في ذلك أسطوانات الغاز الفارغة، أحواض الزيت في السيارات، والدراجات النارية. شحن المهربون صناديق من العملات الفضية إلى بريطانيا في ثلاجات تحمل علامة "بطة مجمدة". بحلول شهر يونيو من عام 1933، دخلت العملات الكندية والأمريكية في التداول بدلاً من الشلنات البريطانية التي كانت غائبة آنذاك.

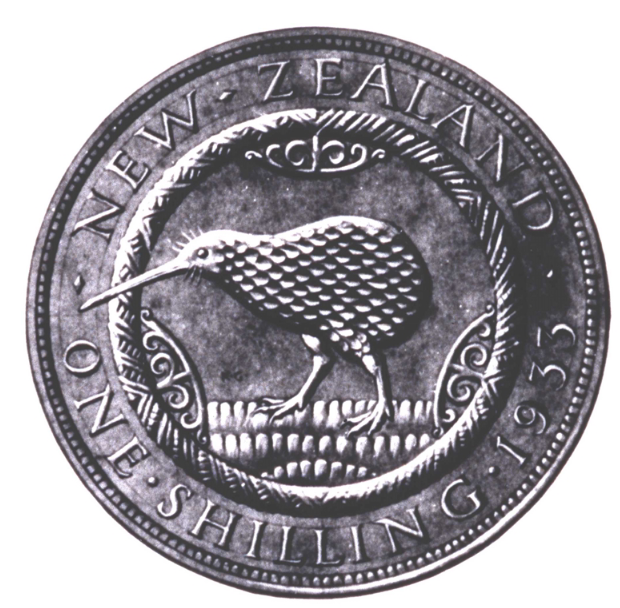
نمط شيلينغ من تصميم كروجر جراي، وهو أحد التصميمات العديدة التي وافقت عليها دار سك العملة الملكية، ولكن تم نقضه من قبل لجنة العملات في كوتس.

نتيجة للتهريب وانخفاض قيمة العملة، غادرت كميات كبيرة من العملات الفضية البريطانية البلاد، وسرعان ما احتلت العملات الأسترالية غير المطروحة مكانها باعتبارها العملة الفضية الأساسية المتداولة. وبناء على حث من كوتس، توجهت المفوضية العليا إلى دار سك العملة الملكية مرة أخرى في أبريل 1933 لتسأل عن المدة التي سوف تستغرقها العملة الجديدة حتى تدخل مرحلة الإنتاج. أدرك روبرت جونسون خطورة الوضع الاقتصادي وحدد المدة التقريبية لبدء سك العملة بستة أشهر، وقدر وصول العملة إلى نيوزيلندا بحلول يناير 1934. أعلنت الحكومة عن إنشاء عملة الجنيه النيوزيلندي الوشيك وعينت لجنة للعملات المعدنية لتنظيم تصميم وإنتاج العملات المعدنية مع دار سك العملة الملكية.
أدت الإعلانات عن سك العملة الوطنية والاتفاقية مع دار سك العملة الملكية التي أُقرت في قانون المالية لعام 1932-1933، إلى دعوات من العديد من السياسيين والمنظمات المحلية، بما في ذلك اتحاد مصنعي نيوزيلندا، لإنتاج العملات المعدنية محليًا بدلاً من ذلك، لتوفير مصدر ثابت للتوظيف للعمال المحليين. دحضت شركات الهندسة المحلية تصريحات لجنة سك العملة التي تفيد بعدم وجود مرافق محلية لإمكانيات سك العملة، حيث استشهدت إحداها بإنتاجها لـ 750 ألف رمز حليب لمدينة ويلينغتون. دافع والتر ناش في البرلمان عن سك العملة المحلية نظرًا لإمكانية توفير فرص العمل المحلية. وقد قوبلت هذه المقترحات بالسخرية من جانب دار سك العملة الملكية، التي أشارت إلى أن التحول إلى سك العملة المحلية أو الخاصة من شأنه أن يتسبب في تأخيرات وتكاليف كبيرة. ووصف روبرت جونسون الاقتراح بإنشاء دار سك عملة محلية بأنه "قومية اقتصادية مجنونة".
فكرت لجنة العملات في التوصية بعملة معدنية عشرية، لكنها في النهاية اختارت الاستمرار في نفس الفئات مثل العملات الفضية الإمبراطورية المتداولة: الثلاثة بنسات، الستة بنسات، الشلن، الفلورين، ونصف التاج. قانون العملة لعام 1933، من شأنه أن يحدد الفئات، وكذلك وزنها والدرجة المقبولة للاختلاف عن هذا المعيار. حُددت فئة "التاج" السادسة في القانون، ولكن لم تُسك أي عملات معدنية من هذه الفئة حتى إصدار تاج وايتانجي في عام 1935، ولم تتداول أي منها حتى إصدار تذكاري في عام 1949.

### صراعات التصميم
وفي حين عرضت جمعية جمعيات الفن النيوزيلندية تسهيل مسابقة محلية لتصميم العملات المعدنية، تعاقدت حكومة نيوزيلندا بدلاً من ذلك مع فناني دار سك العملة الملكية لتصميم العملات المعدنية. في حين أن الوجه الأمامي لسلسلة العملات الأولية يظهر تمثال نصفي للملك جورج الخامس متوجًا بواسطة بيرسي ميتكالف، الذي استخدم سابقًا في سك العملات في روديسيا الجنوبية، راجعت اللجنة الاستشارية للدار الملكية للسك التصميمات المختلفة للوجه الخلفي لكل فئة بواسطة ميتكالف وجورج كروجر جراي. رفضت تصميمات ميتكالف بشكل أساسي من قِبل اللجنة الاستشارية لصالح عمل جراي، على الرغم من أن جراي كرر العديد من التصميمات.
وُصف جوردون كوتس بأنه رئيس الوزراء الفعلي خلال فترة إقامة رئيس الوزراء جورج فوربس الطويلة في بريطانيا. أدى الصراع السياسي بين الجانبين إلى تشكيل لجان منفصلة: حيث وافقت لجنة العملات النيوزيلندية (التي عينها كوتس) بشكل منفصل على تصميمات منفصلة مختلفة لوجه العملة، سعياً إلى خلق طابع وطني مميز للعملة. وتبع ذلك خلاف مطول بين كوتس ونائب رئيس دار سك العملة الملكية روبرت جونسون حول سلسلة التصاميم التي تنتج، حيث حاول الأخير المماطلة حتى عودة فوربس إلى نيوزيلندا في أكتوبر 1933. ومع ذلك، وافق كوتس على توصيات لجنة سك العملة، وضعت التصميمات العكسية في الإنتاج بدءًا من الأشهر التالية. كانت أولى العملات المحلية التي وصلت إلى البلاد عبارة عن شحنة من نصف التاج والتي بدأت في التداول في أوكلاند وويلينجتون في أواخر نوفمبر 1933. وتبعتها فئات أخرى، جميعها مؤرخة بعام 1933، على مدى الأشهر التالية، حيث وصلت الشلنات أخيرًا إلى البلاد في 3 أبريل 1934. كانت نيوزيلندا آخر دولة بريطانية تصدر عملاتها الوطنية الخاصة، فقدت العملات البريطانية (إلى جانب البنسات ونصف البنس) مكانتها كعملة قانونية في الأول من فبراير عام 1935.

### العملات النحاسية
ولإحياء الذكرى المئوية لمعاهدة وايتانجي في عام 1940، قُدمت ثلاث عملات معدنية جديدة: نصف بنس، بنس واحد، ونصف كراون تذكاري بمناسبة الذكرى المئوية . كان تقديم الفئات البرونزية محددًا بموجب قانون العملة لعام 1933، لكن الحكومة لم تعتبره أولوية عالية بسبب وجود البنسات الإمبراطورية ونصف البنسات . بحلول عام 1936، وافقت الجمعية النيوزيلندية لعلم العملات على الضغط من أجل إدخال مثل هذه العملات للاحتفالات بالذكرى المئوية لمعاهدة وايتانجي. فاز الفنان النيوزيلندي ليونارد كورنوال ميتشل بمسابقات تصميم البنس ونصف البنس، بالإضافة إلى نصف التاج التذكاري. بعد المراجعات التي أجراها بيرسي ميتكالف، صدرت هذه العملات المعدنية لعام 1940، على الرغم من أن بعض البنسات المؤرخة لعام 1940 دخلت التداول في أواخر عام 1939 لحل النقص المتزايد في العملات النحاسية. على عكس التصميمات الأولية لعام 1933، أو إعادة تصميم العملات العشرية لعام 1967، لم تحظ هذه العملات الجديدة إلا بقدر ضئيل من الاهتمام المعاصر.
في عام 1947، ونتيجة لارتفاع أسعار الفضة ورسوم سكها المقابلة، بدأ سك العملات الفضية السابقة من النحاس والنيكل. كانت العملة الفضية الصادرة عام 1949، والتي تداولت لإحياء ذكرى الزيارة الملكية المقترحة ولكن غير المحققة في النهاية للملك جورج السادس، آخر عملة فضية تُدر للتداول في نيوزيلندا. صدر تاج تذكاري آخر متداول، مصنوع من النيكل النحاسي، في عام 1953 لإحياء ذكرى تتويج إليزابيث الثانية.

### عملة إثبات
انتجت مجموعتين من العملات المعدنية من فئة الجنيه النيوزيلندي وتوزيعهما على هواة الجمع، تحتوي المجموعتان على عملة معدنية من كل فئة، إلى جانب عملة تاج تذكارية. كان من المقرر في البداية أن يعود تاريخ الأول إلى عام 1933، ولكن أُجل حتى عام 1935 بسبب صراعات التصميم حول تاج وايتانجي. أُنتجت هذه المجموعة من عام 1935 أو "Waitangi" بكميات صغيرة، حيث انتج 364 مجموعة فقط. بيع 100 من هذه الأجهزة في صناديق جلدية، في حين بيع الباقي في صناديق من الورق المقوى البسيطة. وبيعت مجموعات الأدلة هذه في كل من بريطانيا ونيوزيلندا، على الرغم من أن جميع العملات المعدنية في نيوزيلندا كانت توضع في صناديق من الورق المقوى غير المؤمنة، إلى جانب صناديق جلدية فارغة. بيعت مجموعات الأدلة بأسعار مرتفعة إلى حد كبير في نيوزيلندا، وكان السبب في انخفاض عدد الطلبات المقدمة على المجموعات هو الصعوبات الاقتصادية في السنوات الأخيرة من الكساد الأعظم. مجموعة ثانية من العملات تتضمن تاج التتويج انتج لإحياء ذكرى تتويج الملكة إليزابيث الثانية، مع سك 7000 قطعة.

## الفئات
| Image                                                                                        | Image   | Name       | Value    | Technical parameters    | Technical parameters | Technical parameters                                                         | Edge   | Description                                                                              | Designer            | Date of issue    |
| Obverse                                                                                      | Reverse | Name       | Value    | Diameter                | Mass                 | Composition                                                                  | Edge   | Description                                                                              | Designer            | Date of issue    |
| -------------------------------------------------------------------------------------------- | ------- | ---------- | -------- | ----------------------- | -------------------- | ---------------------------------------------------------------------------- | ------ | ---------------------------------------------------------------------------------------- | ------------------- | ---------------- |
|                                                                                              |         | Halfpenny  | 1/2d     | 1 inch (25.5 mm)        | 5.67 g               | 97% copper, 2.5% zinc, 0.5% tin                                              | Plain  | A hei-tiki (a greenstone Māori neck pendant)                                             | Leonard C. Mitchell | 1940             |
|                                                                                              |         | Penny      | 1d       | 1.25 inches (31.75 mm)  | 9.45 g               | 97% copper, 2.5% zinc, 0.5% tin                                              | Plain  | A tūī surrounded by kōwhai blossoms                                                      | Leonard C. Mitchell | 1940             |
|                                                                                              |         | Threepence | 3d       | 0.642 inches (16.3 mm)  | 1.41 g               | - 1933–1946: 50% silver, 50% cupronickel - 1947–1965: 75% copper, 25% nickel | Plain  | Two crossed patu clubs                                                                   | George Kruger Gray  | 1933             |
|                                                                                              |         | Sixpence   | 6d       | 0.765 inches (19.43 mm) | 2.83 g               | - 1933–1946: 50% silver, 50% cupronickel - 1947–1965: 75% copper, 25% nickel | Milled | A huia                                                                                   | George Kruger Gray  | 1933             |
|                                                                                              |         | Shilling   | 1s (12d) | 0.931 inches (23.65 mm) | 5.66 g               | - 1933–1946: 50% silver, 50% cupronickel - 1947–1965: 75% copper, 25% nickel | Milled | A crouched Māori warrior holding a taiaha                                                | George Kruger Gray  | 1933             |
|                                                                                              |         | Florin     | 2s       | 1.126 inches (28.60 mm) | 11.31 g              | - 1933–1946: 50% silver, 50% cupronickel - 1947–1965: 75% copper, 25% nickel | Milled | A kiwi                                                                                   | George Kruger Gray  | 1933             |
|                                                                                              |         | Half-crown | 2.5s     | 1.272 inches (32.30 mm) | 14.14 g              | - 1933–1946: 50% silver, 50% cupronickel - 1947–1965: 75% copper, 25% nickel | Milled | The coat of arms of New Zealand, ornamented with whakairo, traditional Māori woodcarving | George Kruger Gray  | 1933             |
|                                                                                              |         | Crown      | 5s       | 1.525 inches (38.74 mm) | 28.28 g              | - 1933, 1949: 50% silver, 50% cupronickel - 1953: 75% copper, 25% nickel     | Milled | Commemorative only                                                                       | Commemorative only  | 1935, 1949, 1953 |
| هذه الصور هي بمقياس 2.5 بكسل لكل ملم. For table standards, see the coin specification table. |         |            |          |                         |                      |                                                                              |        |                                                                                          |                     |                  |

## العملات التذكارية
صدرت أربعة إصدارات تذكارية، دخلت جميعها، باستثناء تاج وايتانجي، في التداول العام. سك تاج وايتانجي بكميات محدودة للغاية، وبيع لهواة الجمع بمفرده أو كجزء من مجموعة إثبات.
| Image                                                                                        | Image   | Name                  | Value | Technical parameters    | Technical parameters | Technical parameters       | Edge   | Description | Designer                    | Mintage | Date of issue |
| Obverse                                                                                      | Reverse | Name                  | Value | Diameter                | Mass                 | Composition                | Edge   | Description | Designer                    | Mintage | Date of issue |
| -------------------------------------------------------------------------------------------- | ------- | --------------------- | ----- | ----------------------- | -------------------- | -------------------------- | ------ | --- | --------------------------- | ------- | ------------- |
|                                                                                              |         | Centennial half-crown | 2.5s  | 1.272 inches (32.30 mm) | 14.14 g              | 50% silver 50% cupronickel | Milled | A Māori woman standing, with a wharepuni (principal house of a Māori village) and pūhara (an elevated platform elected within a pa stockade) to her left. The woman wears a piupiu. Tall modern buildings are to her right. | Leonard C. Mitchell         | 100,800 | 1940          |
|                                                                                              |         | Waitangi crown        | 5s    | 1.525 inches (38.74 mm) | 28.28 g              | 50% silver 50% cupronickel | Milled | Tāmati Wāka Nene shaking hands with ويليام هوبسون, standing under a royal crown. The chief holds a taiaha and wears a piupiu.                                                                                               | James Berry, Percy Metcalfe | 1,128   | 1935          |
|                                                                                              |         | Royal visit crown     | 5s    | 1.525 inches (38.74 mm) | 28.28 g              | 50% silver 50% cupronickel | Milled | A fern leaf frond surrounded by the four stars of the Southern Cross. | James Berry                 | 200,020 | 1949          |
|                                                                                              |         | Coronation crown      | 5s    | 1.525 inches (38.74 mm) | 28.28 g              | 75% copper, 25% nickel     | Milled | The initials EiiR of Queen Elizabeth II, with Royal Crown and whakairo carving, surrounded by the four stars of the Southern Cross.                                                                                         | Robert M. Conly             | 257,000 | 1953          |
| هذه الصور هي بمقياس 2.5 بكسل لكل ملم. For table standards, see the coin specification table. |         |                       |       |                         |                      |                            |        | |                             |         |               |

## العشرية
اقترحت العملة العشرية لأول مرة في نيوزيلندا في أغسطس 1908، مع خطاب معهد أوتاجو الذي دعا إلى إنشاء عملة جنيه إسترليني مقسمة إلى عشرة فلورينات، كل منها عشرة برونزيات، كل منها عشرة تيني. نظر في فكرة تحويل العملة إلى نظام العشرية، ولكن لجنة العملة رفضتها في نهاية المطاف في عام 1933. ومع ذلك، ظلت الاحتمالات المستقبلية للعشرية مفتوحة في الحفاظ على التاج كفئة اسمية، بسبب إمكانية وجود نظام التاج والعشري السنتيمتري.
قدم النائب العمالي ريكس ماسون مشاريع قوانين مختلفة تدعم النظام العشري خلال الخمسينيات من القرن العشرين أثناء وجوده في المعارضة. انضم الحزب الوطني إلى دعم النظام العشري في أواخر الخمسينيات، مع دعم كلا الحزبين له خلال الانتخابات العامة عام 1960. وبحثت لجنة حكومية تشكلت في عام 1957 إمكانية تحقيق هذا الهدف تقارير إيجابية عن التأثيرات الاقتصادية المحتملة. وكان تعزيز الكفاءة أحد العوامل الأساسية وراء التغيير، على الرغم من تعويضه بتكاليف التعليم العام وإنتاج العملات الجديدة. أعلن الحزب الوطني أن النظام العشري سوف يستمر في عام 1963، وأقر قانون العملة العشرية لعام 1964.
أدى هذا القانون إلى توحيد عملة جديدة، وهي الدولار النيوزيلندي، المقسم إلى 100 سنت. كانت قيمتها تعتمد على قيمة العملة السابقة، حيث كان الشلن الواحد يساوي القيمة الجديدة وهي عشرة سنتات. عُرفت ثماني فئات من العملات المعدنية، تتراوح من دولار واحد إلى نصف سنت. وبدخوله حيز التنفيذ في 10 يوليو 1967، ألغى القانون الجنيه الإسترليني. في حين سحبت عملات نصف البنس، البنس، والثلاثة بنسات، ظلت عملات الستة بنسات، الشلن، والفلورين قانونية حتى 31 أكتوبر 2006 مع سحب عملة الخمسة سنتات وإدخال عملات أصغر حجمًا بقيمة 10 و20 و50 سنتًا.